# Gammarus locusta
Gammarus locusta es una especie de crustáceo anfípodo de la familia Gammaridae. Se distribuye por el paleártico.